# Tert-Butyldimethylsilylchlorid
tert-Butyldimethylsilylchlorid (kurz: TBDMSCl; oft auch weiter verkürzend TBSCl) ist eine chemische Verbindung, die dazu dient, TBS-Schutzgruppen einzuführen.

## Gewinnung und Darstellung
Eine einfache Laborsynthese von tert-Butyldimethylsilylchlorid ist die Reaktion von tert-Butyllithium mit Dichlor(dimethyl)silan. Werden äquimolare Mengen der beiden Edukte eingesetzt, so fällt stöchiometrisch Lithiumchlorid an und das Produkt wird in guten Ausbeuten erhalten. Derartige Anstrengungen sind allerdings aufgrund guter kommerzieller Verfügbarkeit des Reagenz längst obsolet.

## Eigenschaften
tert-Butyldimethylsilylchlorid hat einen Flammpunkt von 22 °C.

## Verwendung
Zur Schützung von Alkoholen mit der TBS-Gruppe werden üblicherweise die von Elias James Corey verbreiteten Bedingungen genutzt, nämlich Dimethylformamid als Lösungsmittel, 2.5 Äquivalente Imidazol als Helferbase und 1.2 Äquivalente TBSCl.